# وین هویزنگا
وین هویزنگا (انگلیسی: Wayne Huizenga; ۲۹ دسامبر ۱۹۳۷ – ۲۲ مارس ۲۰۱۸) کارآفرین اهل ایالات متحده آمریکا بود، که در سال ۱۹۶۸ شرکت ویست منیجمنت را تأسیس کرد.